# خطأ بشري

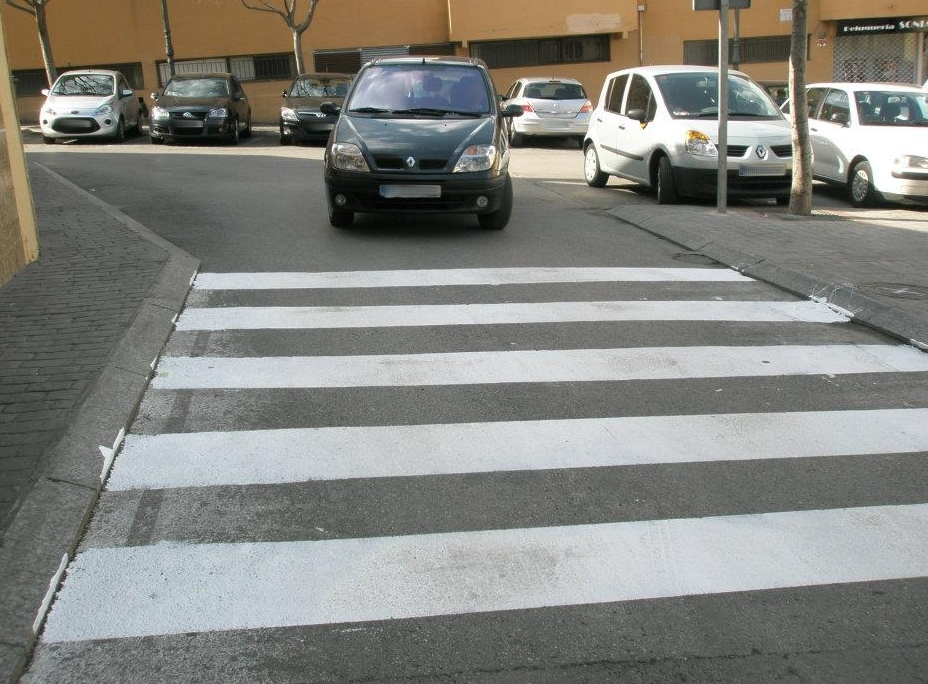

يشار إلى الخطأ البشري باعتباره سببًا أساسيًا أو عاملاً مساعدًا في حالات الكوارث والحوادث في الصناعات المتنوعة مثل الطاقة النووية (على سبيل المثال، حادث جزيرة ثري مايل) وفي مجال الطيران (انظر خطأ الطيار) وفي استكشاف الفضاء (على سبيل المثال، نكبة مكوك الفضاء تشالنجر ونكبة مكوك الفضاء كولومبيا) وفي مجال الطب (انظر الخطأ الطبي).

## التعريف
وفقًا لإريك هولناجيل (Erik Hollnagel):

يشير مصطلح الخطأ البشري إلى النشاط البشري (بطريقة نموذجية، لمستخدم المنتج أو مشغل النظام) أو غياب النشاط، الذي يليه سلوك خاطئ من النظام.

## الخطأ والأداء البشري
الخطأ والأداء البشري هما وجهان لعملة واحدة: حيث إن آليات «الخطأ البشري» هي نفسها مثل آليات «الأداء البشري»؛ ومن ثم صُنف الأداء فيما بعد بـ«الخطأ» الذي يحدث ولا يتم إدراكه إلا مؤخرًا: لذلك فإن الإجراءات التي أطلق عليها فيما بعد مصطلح «الخطأ البشري» هي في الواقع جزء من النطاق العادي للسلوك البشري. ومع ذلك فإن دراسة شرود الذهن في الحياة اليومية توفر التوثيق والتصنيف الواسع لهذه الجوانب من السلوك. وفي حين يترسخ الخطأ البشري بشدة في الأساليب التقليدية للتحقيق في الحوادث وتقييم المخاطر، فمن المؤكد أنه لا يلعب أي دور في الأساليب الجديدة مثل الهندسة المرنة.

## فئات الخطأ البشري
هناك العديد من الطرق لتصنيف الخطأ البشري.
- المنشأ الخارجي مقابل المنشأ الباطني (على سبيل المثال، النشأة الخارجية مقابل النشأة الداخلية للفرد) [8]
- تحديد الموقف مقابل الاستجابة للتخطيط [9] والاختلافات ذات الصلة في
  - الأخطاء المتعلقة باكتشاف المشكلة (انظر أيضًا نظرية كشف الإشارة)
  - الأخطاء المتعلقة بتشخيص المشكلة (انظر أيضًا حل المشكلات)
  - الأخطاء المتعلقة بتخطيط وتنفيذ العمل [10] (على سبيل المثال: زلات أو أخطاء التنفيذ مقابل غلطات أو أخطاء النية [3][11])
- عن طريق مستوى التحليل، على سبيل المثال، الإدراك الحسي (على سبيل المثال، الخداع البصري) مقابل المعرفي وكذلك الاتصالي مقابل التنظيمي.